# Lotterilagen
Lotterilagen (1994:1000) var en svensk lag som reglerade de grundläggande bestämmelserna om lotterier som anordnas för allmänheten. Lotterilagen upphävdes 1 januari 2019 och ersattes av Spellagen (2018:1138),
Ett lotteri ansågs anordnat för allmänheten även när det som villkor för deltagande krävdes medlemskap i en viss sammanslutning, om denna väsentligen hade till uppgift att anordna lotterier.
Lagen tillämpades också på lotterier i form av:
- bingospel
- automatspel
- roulettspel
- tärningsspel
- kortspel som inte anordnas för allmänheten, om spelet anordnas i förvärvssyfte.

Lagen gällde inte svenska statens premieobligationslån eller automatspel som inte ger vinst eller ger vinst bara i form av frispel.
Lotterier fick anordnas bara efter tillstånd. Tillståndsmyndigheten fick förena ett lotteritillstånd med särskilda villkor samt med kontroll- och ordningsbestämmelser. 

Den kommunala nämnd som bestämdes av kommunen prövade frågor om tillstånd när lotteriet som anordnades av en sammanslutning som var verksam huvudsakligen inom endast en kommun. Registrering skulle göras hos den kommunala nämnd som kommunen bestämde.
Länsstyrelsen prövade frågor om tillstånd, när lotteriet bedrevs i flera kommuner inom ett län.
Lotteriinspektionen prövade frågor om tillstånd för lotterier bedrevs i flera län. Lotteriinspektionen hade som uppgift att tillse att lagen återföljdes.
Till böter eller fängelse i högst sex månader dömdes den som uppsåtligen eller av grov oaktsamhet:
1. olovligen anordnade lotteri, eller
2. olovligen innehade en penningautomat, värdeautomat, varuspelsautomat eller skicklighetsautomat.

Till böter eller fängelse i högst sex månader dömdes också den som olovligen i yrkesmässig verksamhet eller annars i förvärvssyfte uppsåtligen främjade deltagande i ett utom landet anordnat lotteri, om främjandet särskilt avsåg deltagande från Sverige. I ringa fall dömdes inte till ansvar. Var brottet grovt dömdes till fängelse i högst två år.